# Equitazione ai Giochi della XXX Olimpiade - Dressage individuale
La competizione di dressage individuale ai giochi olimpici della XXX Olimpiade di Londra si è svolta tra il 2 e il 9 agosto 2012 presso il Greenwich Park.

## Programma
| Data                  | Ora   | Turno                 |
| --------------------- | ----- | --------------------- |
| Giovedì 2 agosto 2012 | 11:00 | Grand Prix (Giorno 1) |
| Venerdì 3 agosto 2012 | 11:00 | Grand Prix (Giorno 2) |
| Martedì 7 agosto 2012 | 10:00 | Grand Prix Speciale   |
| Giovedì 9 agosto 2012 | 12:30 | Grand Prix Freestyle  |

## Formato della competizione
Il dressage individuale e a squadre utilizzano gli stessi risultati. La competizione è divisa in tre fasi, di cui l'ultima è valida solo per il dressage individuale. La prima fase è il Grand Prix, i cui partecipanti passano alla seconda fase, il Grand Prix Special, se appartenenti alle sette migliori squadre o se tra gli undici migliori tra i concorrenti rimanenti. I migliori diciotto cavalieri nel Grand Prix Special avanzano alla fase finale, il Granx Prix Freestyle, nel corso del quale vengono assegnate le medaglie e definiti i piazzamenti.

## Risultati
| Pos. | Cavaliere                     | Nazione       | Cavallo             | Grand Prix | Grand Prix | Grand Prix Special | Grand Prix Special | Grand Prix Freestyle | Grand Prix Freestyle | Totale          |
| Pos. | Cavaliere                     | Nazione       | Cavallo             | Punti      | Pos.       | Punti              | Pos.               | Tecnico              | Artistico            | Totale          |
| ---- | ----------------------------- | ------------- | ------------------- | ---------- | ---------- | ------------------ | ------------------ | -------------------- | -------------------- | --------------- |
|      | Charlotte Dujardin            | Gran Bretagna | Valegro             | 83,663     | 1ª Q       | 83,286             | 1ª Q               | 86,750               | 93,429               | 90,089          |
|      | Adelinde Cornelissen          | Paesi Bassi   | Parzival            | 81,687     | 2ª Q       | 81,968             | 2ª Q               | 84,107               | 92,286               | 88,196          |
|      | Laura Bechtolsheimer          | Gran Bretagna | Mistral Højris      | 76,839     | 7ª Q       | 77,794             | 5ª Q               | 80,679               | 88,000               | 84,339          |
| 4    | Helen Langehanenberg          | Germania      | Damon Hill          | 81,140     | 3ª Q       | 78,937             | 4ª Q               | 81,036               | 87,571               | 84,303          |
| 5    | Carl Hester                   | Gran Bretagna | Uthopia             | 77,720     | 5° Q       | 80,571             | 3° Q               | 77,714               | 88,000               | 82,857          |
| 6    | Anky van Grunsven             | Paesi Bassi   | Salinero            | 73,343     | 16ª Q      | 74,794             | 12ª Q              | 77,714               | 86,286               | 82,000          |
| 7    | Dorothee Schneider            | Germania      | Diva Royal          | 76,277     | 8ª Q       | 77,571             | 6ª Q               | 77,893               | 85,429               | 81,661          |
| 8    | Kristina Sprehe               | Germania      | Desperados          | 79,119     | 4ª Q       | 76,254             | =7ª Q              | 78,893               | 83,857               | 81,375          |
| 9    | Edward Gal                    | Paesi Bassi   | Undercover          | 75,395     | 11° Q      | 75,556             | 10° Q              | 76,964               | 83,571               | 80,267          |
| 10   | Juan Manuel Muñoz             | Spagna        | Fuego               | 75,608     | 10° Q      | 75,476             | 11° Q              | 74,786               | 83,857               | 79,321          |
| 11   | Tinne Vilhelmsson-Silfvén     | Svezia        | Don Auriello        | 74,271     | 14ª Q      | 74,063             | 15ª Q              | 76,143               | 82,429               | 79,286          |
| 12   | Nathalie Zu Sayn-Wittgenstein | Danimarca     | Digby               | 74,924     | 13ª Q      | 75,730             | 9ª Q               | 76,321               | 81,857               | 79,089          |
| 13   | Victoria Max-Theurer          | Austria       | Augustin            | 73,267     | 17ª Q      | 73,619             | 17ª Q              | 76,393               | 81,714               | 79,053          |
| 14   | Patrik Kittel                 | Svezia        | Scandic             | 74,073     | 15° Q      | 74,079             | 14° Q              | 75,750               | 81,714               | 78,732          |
| 15   | Valentina Truppa              | Italia        | Eremo del Castegno  | 75,790     | 9ª Q       | 73,127             | 18ª Q              | 75,143               | 81,286               | 78,214          |
| 16   | Gonçalo Carvalho              | Portogallo    | Rubi                | 71,520     | 22° Q      | 74,222             | 13° Q              | 74,643               | 80,571               | 77,607          |
| 17   | Steffen Peters                | Stati Uniti   | Ravel               | 77,705     | 6° Q       | 76,254             | =7° Q              | 74,143               | 80,429               | 77,286          |
| 18   | Anna Kasprzak                 | Danimarca     | Donnperignon        | 75,289     | 12ª Q      | 73,794             | 16ª Q              | 74,179               | 78,714               | 76,446          |
| -    | Anabel Balkenhol              | Germania      | Dablino             | 70,973     | 24ª Q      | 73,032             | 19ª                | non qualificata      | non qualificata      | non qualificata |
| -    | Minna Telde                   | Svezia        | Santana             | 67,477     | 44ª Q      | 72,270             | 20ª                | non qualificata      | non qualificata      | non qualificata |
| -    | Anne van Olst                 | Danimarca     | Clearwater          | 71,322     | 23ª Q      | 72,016             | 21ª                | non qualificata      | non qualificata      | non qualificata |
| -    | Emma Kanerva                  | Finlandia     | Sini Spirit         | 70,395     | 29ª Q      | 71,889             | 22ª                | non qualificata      | non qualificata      | non qualificata |
| -    | Morgan Barbançon              | Spagna        | Painted Black       | 72,751     | 19ª Q      | 71,556             | 23ª                | non qualificata      | non qualificata      | non qualificata |
| -    | Ashley Holzer                 | Canada        | Breaking Dawn       | 71,809     | 20ª Q      | 71,317             | 24ª                | non qualificata      | non qualificata      | non qualificata |
| -    | Tina Konyot                   | Stati Uniti   | Calecto V           | 70,456     | 27ª Q      | 70,651             | 25ª                | non qualificata      | non qualificata      | non qualificata |
| -    | Richard Davison               | Gran Bretagna | Artemis             | 72,812     | 18° Q      | 70,524             | 26°                | non qualificato      | non qualificato      | non qualificato |
| -    | Claudia Fassaert              | Belgio        | Donnerfee           | 71,793     | 21ª Q      | 70,095             | 27ª                | non qualificata      | non qualificata      | non qualificata |
| -    | Jan Ebeling                   | Stati Uniti   | Rafalca             | 70,243     | 30° Q      | 69,302             | 28°                | non qualificato      | non qualificato      | non qualificato |
| -    | José Daniel Martín            | Spagna        | Grandioso           | 69,043     | 39° Q      | 69,286             | 29°                | non qualificato      | non qualificato      | non qualificato |
| -    | Mikaela Lindh                 | Finlandia     | Skovlunds Más Guapo | 70,729     | 26ª Q      | 69,016             | 30ª                | non qualificata      | non qualificata      | non qualificata |
| -    | Jessica Michel                | Francia       | Riwera              | 70,410     | 28ª Q      | 68,810             | 31ª                | non qualificata      | non qualificata      | non qualificata |
| -    | Patrick van der Meer          | Paesi Bassi   | Uzzo                | 70,912     | 25° Q      | 67,444             | 32°                | non qualificato      | non qualificato      | non qualificato |
| -    | Siril Helljesen               | Norvegia      | Dorina              | 69,985     | 31ª        | non qualificata    | non qualificata    | non qualificata      | non qualificata      | non qualificata |
| -    | Lisbeth Seierskilde           | Danimarca     | Raneur              | 69,863     | 32ª        | non qualificata    | non qualificata    | non qualificata      | non qualificata      | non qualificata |
| -    | Anna Merveldt                 | Irlanda       | Coryolano           | 69,772     | 33ª        | non qualificata    | non qualificata    | non qualificata      | non qualificata      | non qualificata |
| -    | Renate Voglsang               | Austria       | Fabriano            | 69,635     | 34ª        | non qualificata    | non qualificata    | non qualificata      | non qualificata      | non qualificata |
| -    | Adrienne Lyle                 | Stati Uniti   | Wizard              | 69,468     | 35ª        | non qualificata    | non qualificata    | non qualificata      | non qualificata      | non qualificata |
| -    | Beata Stremler                | Polonia       | Martini             | 69,422     | 36ª        | non qualificata    | non qualificata    | non qualificata      | non qualificata      | non qualificata |
| -    | Lyndal Oatley                 | Australia     | Sandro Boy          | 69,377     | 37ª        | non qualificata    | non qualificata    | non qualificata      | non qualificata      | non qualificata |
| -    | Katarzyna Milczarek           | Polonia       | Ekwador             | 69,271     | 38ª        | non qualificata    | non qualificata    | non qualificata      | non qualificata      | non qualificata |
| -    | Hiroshi Hoketsu               | Giappone      | Whisper             | 68,739     | 40°        | non qualificato    | non qualificato    | non qualificato      | non qualificato      | non qualificato |
| -    | Jacqueline Brooks             | Canada        | D'Niro              | 68,526     | 41ª        | non qualificata    | non qualificata    | non qualificata      | non qualificata      | non qualificata |
| -    | Kristy Oatley                 | Australia     | Clive               | 68,222     | 42ª        | non qualificata    | non qualificata    | non qualificata      | non qualificata      | non qualificata |
| -    | Mary Hanna                    | Australia     | Sancette            | 67,964     | 43ª        | non qualificata    | non qualificata    | non qualificata      | non qualificata      | non qualificata |
| -    | Michał Rapcewicz              | Polonia       | Randon              | 66,915     | 45°        | non qualificato    | non qualificato    | non qualificato      | non qualificato      | non qualificato |
| -    | Svitlana Kisel'ova            | Ucraina       | Parish              | 66,763     | 46ª        | non qualificata    | non qualificata    | non qualificata      | non qualificata      | non qualificata |
| -    | Luiza de Almeida              | Brasile       | Pastor              | 65,866     | 47ª        | non qualificata    | non qualificata    | non qualificata      | non qualificata      | non qualificata |
| -    | Louisa Hill                   | Nuova Zelanda | Antonello           | 65,258     | 48ª        | non qualificata    | non qualificata    | non qualificata      | non qualificata      | non qualificata |
| -    | Yassine Rahmouni              | Marocco       | Floresco            | 64,453     | 49°        | non qualificato    | non qualificato    | non qualificato      | non qualificato      | non qualificato |
| -    | David Marcus                  | Canada        | Capital             | EL         | -          | non qualificato    | non qualificato    | non qualificato      | non qualificato      | non qualificato |

  Qualificati al Grand Prix Freestyle